# دیر دورچستر
دیر دورچستر (انگلیسی: Dorchester Abbey) که پیشتر یک کلیسای جامع سنت پیتر و سنت پل بوده و گفته می‌شد در دورچستر آن تمز، در حدود ۸ مایلی (۱۳ کیلومتر) جنوب شرقی آکسفورد قرار دارد. معماری کلیسا بر اساس یک کلیسای جامع می‌باشد. الکساندر، اسقف لینکلن در سال ۱۱۴۰ دیر دورچستر را تأسیس کرد.